# Love&Everything
『Love&Everything』は、歌手・須藤元気としてのデビューシングル。2006年9月6日に東芝EMIよりリリースされた。

## 解説
- MUSIC ON! TVにて放映されていた『ナンバーワンTV』火曜日のMCを須藤が務めており、そこでは番組を通じて須藤がCDデビューすることを自身で目標に定めていた。2005年6月14日にACIDMANがゲスト出演した時に、メンバーと須藤が同い年であることもあり、親交が深くなる。（番組オリジナルのジングルもACIDMANが作っている）その縁でACIDMAN全面協力によりこのシングルが制作された。

- 自分たちそのものが愛であり全てであるというメッセージが込められており、須藤がそれ以前から格闘のリング上で掲げていた言葉"WE ARE ALL ONE"とも繋がっている。

- ACIDMANのメンバーは演奏の他、歌入れのディレクション、コーラスも担当した。この曲のビデオクリップも制作され、そこでもメンバー3人が参加している。

- 須藤は高校生の時にミュージシャンになるか格闘家になるか真剣に悩んでいた経歴がある。プロダクションの担当者にもCDを出したいと発言していた。当時より10年ほど前から歌を出すならこんなふう、と描いてたものがあり、ストリングスを使うことなど具体的にリクエストしている。

- 須藤の格闘家としての現役時代にこの曲を発表している。（2006年の年末に格闘を引退した）格闘家として"入場パフォーマンス"で音楽を流すことがあったが、その際はハイパーなイメージの曲を使用していた。音楽では格闘技のハードなイメージとは真逆で行きたかった、と語っている。

- ジャケット写真は富士山。（写真：大沢つよし）須藤曰く、富士山は胸の辺りがすっと晴れるイメージがあるので、ジャケット写真を見てアルファ波を感じてもらいたいとのこと。またCD自体の盤面にもイラストが描かれており、それは古代マヤの墓に描かれてある絵をモチーフにしている。

- 歌詞に登場する「ネコ」「ほうき」や「風も谷も」はスタジオジブリのある作品をイメージしたとドキュメント等インタビューにてコメントしている。

- c/wはボブ・ディランの「Mr.Tambourine Man」を日本語訳詞でカバー。単純な和訳ではなく、原曲の歌詞よりもポジティブな内容で色づけしている。

- この曲に関するドキュメント『GENKI SUDO×ACIDMAN』が2006年9月24日MUSIC ON! TVにて放映された。

- 須藤を含む7人組ダンスパフォーマンスユニット・WORLD ORDERのファーストアルバム『WORLD ORDER』（2010年7月7日）にて「「LOVE AND EVERYTHING」のタイトルでセルフカバーされている。

## 収録曲
1. Love&Everything
  - 作詞：須藤元気/作曲：ACIDMAN/編曲：ACIDMAN&須藤元気
2. Mr.Tambourine Man
  - 作詞・作曲：BOB DYLAN/日本語訳詞：須藤元気&大木伸夫/編曲：ACIDMAN&須藤元気

## その他参加ミュージシャン
「Love&Everything」
- Strings Arramgement：鈴木正人
- Strings：金原千恵子 カルテット

「Mr.Tambourine Man」
- Keyboard：藤田一宏